# 차이나타운 (맨해튼)

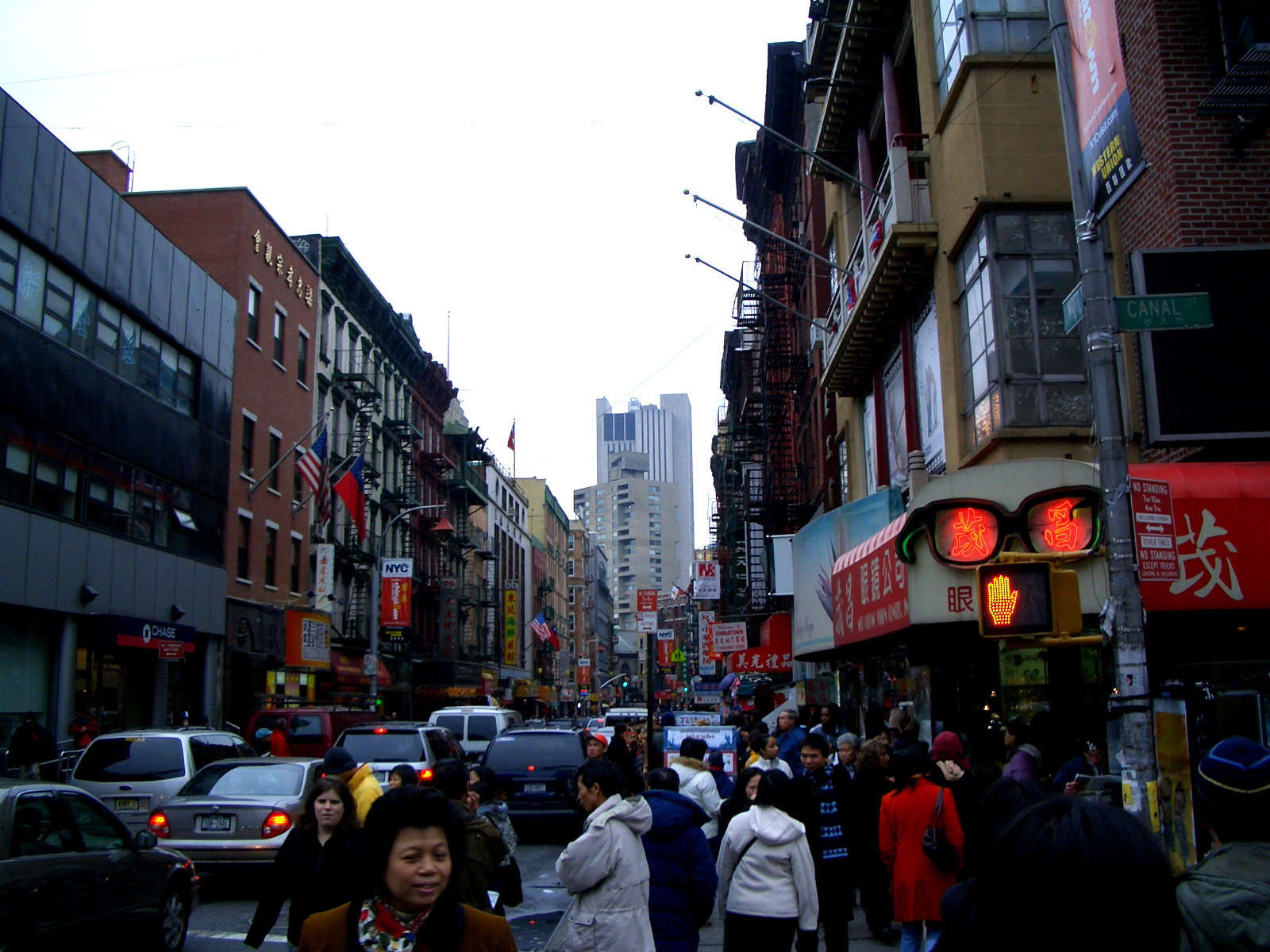
차이나타운

차이나타운(Chinatown)는 미국 뉴욕 맨해튼의 차이나타운이다.

## 같이 보기
- 코리아타운 (맨해튼)